# La Roquette (Eure)
La Roquette è un comune francese di 229 abitanti situato nel dipartimento dell'Eure nella regione della Normandia.

## Società

### Evoluzione demografica
Abitanti censiti